# Aristotel s Homerjevim poprsjem
Aristotel s Homerjevim poprsjem (nizozemsko Aristoteles bij de buste van Homerus), znan tudi kot Aristotel razmišlja o Homerjevem doprsnem kipu, je Rembrandtova slika olje na platnu, ki prikazuje Aristotela, ki nosi zlato verigo in razmišlja o izklesanem doprsnem kipu Homerja. Nastala je kot naročilo za zbirko Don Antonia Ruffa. Kupovalo in prodajalo jo je več zbirateljev, dokler je na koncu ni kupil Metropolitanski muzej umetnosti. Skrivnostni ton na sliki je privedel več učenjakov do različnih interpretacij Rembrandtove teme.

## Ozadje

### Izvori
Aristotel s Homerjevim poprsjem je bila naslikana leta 1653 po naročilu sicilijanskega plemiča po imenu Don Antonio Ruffo, ki ni zahteval nobene posebne teme. Kljub temu, da ni vedel, kaj bo Rembrandt ustvaril, si je že želel, da bi jo obesil v svoji hiši slavnih. Don Antonio je nameraval naročiti spremljevalce za Rembrandtovo sliko pri italijanskem slikarju Guercinu. Guercino se je odločil, da je kozmograf popolna kombinacija, saj Rembrandt predstavlja preučevanje človeštva, medtem ko kozmograf predstavlja preučevanje nebes. Vendar je Guercinov komad izginil brez očitnega razloga. Po mnenju Charlesa Meeja se Don Antonio morda ni zdel dovolj dober. Rembrandt je pozneje ustvaril sliko Homer, ki narekuje svoje verze, in izgubljeno sliko Aleksandra Velikega za Ruffa, oboje deset let po dokončanju Aristotel s Homerjevim poprsjem.

### Kasnejši lastniki
Leta 1815 so ga poslali siru Abrahamu Humu, ki jo je posodil za razstavo v British Institution v Londonu. Ko je Hume umrl, so jo njegovi potomci prodali Rodolpheju Kannu v Pariz. Kann je imel ogromno zbirko pomembnih dragocenosti, toda po njegovi smrti je bila Rembrandtova slika poslana drugim ameriškim zbirateljem.

### Nakup Metropolitanskega muzeja umetnosti
Nazadnje jo je leta 1961 za 2,3 milijona dolarjev kupil Metropolitanski muzej umetnosti v New Yorku v Združenih državah Amerike. Takrat je bil to najvišji znesek, plačan za katero koli sliko v javni ali zasebni prodaji. To je navdihnilo ameriškega umetnika Otisa Kayeja, da je kritiziral prodajo (in posledično moč denarja v umetnosti) s svojo lastno sliko Heart of the Matter, ki je shranjena na Art Institute of Chicago. Med prenovo Rembrandtovega krila Metropolitanskega muzeja so sliko novembra 2013 preimenovali v Aristotel s Homerjevim doprsnim kipom.

### Napačne predstave
Prišlo je do zmede glede identitete moškega na sliki, ker Don Antonio Ruffo ni izrecno zahteval teme za svoje naročilo. Mislili so, da je Albert Veliki, Tasso, Ariosto, Vergilij in nizozemski pesnik iz 17. stoletja Pieter Corneliszoon Hooft. Identiteto subjekta je izpodbijal tudi Simon Schama v svoji knjigi Rembrandtove oči. Schama podaja tehten argument, da je na Rembrandtovi sliki upodobljen starogrški slikar Apel. Leta 1969 je Julius Held z analizo njegovih obraznih potez, oblačil in predmetov, ki jih drži, trdil, da je na sliki Aristotel. Po Heldu je Aristotel znan po svojih dolgih laseh in bradi, modnem nakitu in ekstravagantnih oblekah, kar je mogoče videti na drugih slikah, ki so ga predstavljale med 16. in 17. stoletjem v Evropi. Held povezuje tudi Aristotela z doprsnim kipom Homerja in Aleksandrovo verigo. Aristotel je znan kot komentator Homerja in Aleksandra Velikega, zaradi česar je Held verjel, da mora biti na sliki Aristotel.

## Tema
Po mnenju Charlesa Meeja je glavna tema Rembrandtovih slik ideja kontemplacije. Ljudje na njegovih slikah strmijo, kot da so izgubljeni v mislih, zaradi česar je to njegova najpogosteje uporabljena tema. Da bi to dosegel, je izbral belo obleko, da bi bil Aristotel videti bolj dostojanstven. Naslikal je tudi črn predpasnik, saj črna barva predstavlja melanholijo. Vsi ti elementi so pomagali ustvariti občutek globoke kontemplacije, kar se je gledalcem lahko zdelo primerljivo. Znanstvena revolucija je bila v petdesetih letih 16. stoletja že v polnem teku, zaradi česar je Rembrandtova tema kontemplacije postala povezljiva tema.

## Interpretacija

### heodore Rousseau, 1962
Za Theodora Rousseauja je pomembno, kako Rembrandt nariše Aristotelove oči. Sence, ki delno zakrivajo Aristotelove oči, kažejo, da je izgubljen v svojih mislih. Oči običajno namigujejo na človekove notranje misli, vendar uporaba senc namiguje, da obstaja skrivnost v tem, kaj Aristotel čuti v tistem trenutku. Rousseau omenja tudi Rembrandtovo uporabo različnih potez s čopičem in omejeno uporabo barv. Te umetniške izbire naj bi implicirale različna razpoloženja, ki jih je čutil, ko je slikal ta del.

### Julius Held, 1969
Aristotel, utrujen od sveta, gleda doprsni kip slepega, ponižnega Homerja, na katerega nasloni eno od rok. To so različno razlagali kot človeka z zdravo metodično znanostjo, ki se priklanja umetnosti, ali kot bogatega in slavnega filozofa, ki nosi pas z dragulji, ki mu ga je podaril Aleksander Veliki, in zavida življenje revnemu slepemu bardu. Domneva se tudi, da je to Rembrandtov komentar o moči portreta. Razlaga metodične znanosti, ki se nanaša na umetnost, je obširno obravnavana v Rembrandtovem Aristotelu in drugih Rembrandtovih študijah. Avtor ugotavlja, da je Aristotelova desna roka (tradicionalno favorizirana roka), ki počiva na Homerjevem doprsnem kipu, višja in naslikana v svetlejših odtenkih kot leva roka na zlati verižici, ki mu jo je podaril Aleksander. Rekel je tudi, da oba predmeta predstavljata njegove kontrastne vrednote: doprsni kip je njegove vztrajne vrednote, medtem ko je veriga njegove nenehno spreminjajoče se vrednote.

### Margaret Deutsch Carroll, 1984
Carroll je predlagala, da se Aristotel osredotoča na ideje v zvezi s predmeti namesto na predmete same. Za podporo svoji trditvi uporablja druge Rembrandtove slike z istimi temami kontemplacije. Na primer, njegov Sveti Pavel v zaporu prikazuje svetega Pavla, kako razmišlja, kaj bo zapisal v svoji knjigi, ne samo o knjigi sami. Za Rembrandtov doprsni kip predstavlja njegov »atribut učenja« oziroma njegovo izobraženo preteklost.

### Saskia Beranek, 2016
Beranekova omenja, da je zlata verižica znak velike časti, saj je prejem zlata star običaj, s katerim se nekomu priznava največji dosežek. Beranekova je menila, da je privlačnost slike v tem, kako pritegne gledalce. Ko občinstvo gleda Aristotela, ko je globoko zamišljen, lahko kontemplira skupaj z njim.

### Nicola Suthor, 2018
V ozadju so zložene knjige, naslikane realistično, kar jim daje pomen prizorišču. Po Suthorju predstavljajo trajen opomin na velikega pesnika. Aristotelova roka ima toplo barvo, ko se dotakne Homerjevega doprsnega kipa, kar implicira posebno vez, ki jo Aristotel čuti s Homerjem. Medtem ko se Homerjev doprsni kip zdi bolj viden kot Aleksandrova veriga, Rembrandt poskrbi, da se zdi, da veriga štrli iz okvirja, kar ji daje enako pomembnost kot doprsni kip.

## V drugih medijih
Slika je osrednja tema romana Josepha Hellerja iz leta 1988 Picture This. Raziskuje Rembrandtov vpogled v družbo, ko razmišlja o vrednosti denarja.
Slika se pojavi tudi v Disneyjevem ETERNALS v prizoru ob oddaji kredita.